# Максиміліан Фаянс
Максиміліан Фаянс (пол. Maksymilian Fajans; 5 травня 1825, Серадз — 28 липня 1890, Варшава) — польський художник-малювальник, літограф, фотограф.

## Біографія
Народився в сім'ї серадзького єврейського купця.
У 1844–1849 рр. навчався у Варшавській школі образотворчих мистецтв. 1850 р. вирушив до Парижа, де до 1853, вивчав мистецтво графіки й малюнка під керівництвом живописця А. Шеффера.
Повернувшись до Польщі, створив одне з найперших у Варшаві фотоательє.
У 1851–1863 рр. видав 14 художніх альбомів «Польські візерунки» з власними малюнками та 24 альбоми «Види середньовічного мистецтва» з малюнками інших авторів.
М. Фаянс — майстер кольорової літографії. Випустив низку збірок, складених із його робіт («Квіти та поезія» (1858), «Альбом історичних видів Польщі» Наполеона Орди, 1875—1883).
Займався ілюструванням книг і альбомів, прикладною графікою (календарі, дипломи та ін.). Співпрацював із видавцем і торговцем книг С. Оргельбрандом.
Учасник міжнародних фотовиставок. У 1865 р. (Берлін) та 1873 р. (Відень) роботи Фаянса було відзначено міжнародними преміями.
Похований на єврейському кладовищі Варшави.

## Галерея літографій і фотографій
|                          |
| Гнезно з картини Н. Орди |

|                                                         |
| Бальний зал палацу Яблоновських у Варшаві. Фото 1870 р. |

|           |
| А. Фредро |

|               |
| А. Замойський |

|           |
| Т. Нарбут |

|                 |
| Ю. Коженевський |

|                   |
| Хенцинський замок |

|                                              |
| Надгробна таблиця польського лицаря бл. 1425 |